# Kreisgericht Širvintos
Das Kreisgericht  Širvintos (lit.  Širvintų rajono apylinkės teismas) ist ein Kreisgericht mit drei Richtern in Litauen. Das zuständige Territorium ist das Rajongemeinde  Širvintos. Das Gericht der 2. Instanz ist das Bezirksgericht Vilnius.
Adresse:  Vilniaus g. 29, Š LT-19118, Širvintos. 

## Richter
- Gerichtspräsidentin: Danguolė Šuminaitė